# Naraingarh
Naraingarh é uma cidade  no distrito de Ambala, no estado indiano de Haryana.

## Demografia
Segundo o censo de 2001, Naraingarh tinha uma população de 18 209 habitantes. Os indivíduos do sexo masculino constituem 53% da população e os do sexo feminino 47%. Naraingarh tem uma taxa de literacia de 73%, superior à média nacional de 59,5%: a literacia no sexo masculino é de 79% e no sexo feminino é de 68%. Em Naraingarh, 12% da população está abaixo dos 6 anos de idade.